# Lingnan
Lingnan (嶺南T, 岭南S, lǐng nánP, lett. "A sud dei monti Nanling") è un'area geografica riferentesi alle terre site a sud dei monti Nanling. La regione copre il territorio delle moderne province cinesi di Guangdong, Guangxi e Hainan oltre che il nord dell'odierno Vietnam.

## Storia
L'area era abitata dai Baiyue ed era la base dell'antico regno Nanyue. A quel tempo, Lingnan era considerata una terra barbara e aveva perso contatto con Zhongyuan, che era la culla della cultura cinese. 
Nel II secolo a.C., la guerra Han–Nanyue portò al suo inserimento nella dinastia Han durante la sua espansione a sud, e il suo sviluppo fu potenziato dopo l'apertura del passo Mei.

## Jiedushi[3]
- Song Jing 716
- Zhen Dan 717
- Pei Zhouxian 719-722
- Li Ju 727-735
- Li Shangyin 727
- Li Chaoyin 733-735
- Song Ding 739
- Pei Dunfu 745
- Peng Guo 745-747
- Lu Huan 749-751
- Zhang Jiugao 751-753
- A Lüguang 754-756
- Helan Jinming 756
- Wei Lijian 757-758
- Zhang Wanqing 758-760
- Zhao Liangbi 760-761
- Zhang Xiu 763
- Yang Shenwei 764-767
- Xu Hao 767-768
- Li Mian 768-772
- Li Chongben 772-773
- Lu Sigong 773
- Li Shu 775
- Gao Yun 776-777
- Zhang Boyi 777-782
- Yuan Xiu 782-784
- Du You 784-787
- Li Fu 787-792
- Xue Jue 792-795
- Wang E 795-801
- Zhao Zhi 801-802
- Xu Shen 802-806
- Zhao Chang 806-808
- Yang Yuling 808-810
- Zheng Yin 810-813
- Ma Zong 813-816
- Cui Yong 817
- Kong Kui 817-820
- Cui Neng 820-823
- Zheng Quan 823-824
- Cui Zhi 824-826
- Hu Zheng 826-828
- Li Xian 828-829
- Cui Hu 829-830
- Li Liang 831-833
- Cui Gong 833
- Wang Maoyuan 833-835
- Li Congyi 835-836
- Lu Jun 836-840
- Cui Guicong 844-845
- Lu Zhen 845-846
- Li Pin 847-848
- Li Xingxiu 848-849
- Wei Zhengguan 849-851
- Ge Ganzhong 851-854
- Wei Shu 855-858
- Yang Fa 858
- Li Sui 858
- Li Chengxun 858-859
- Xiao Fang 859-860
- Wei Zhou 861-868
- Zheng Yu 868-871
- Zheng Congdang 871-874
- Wei He 874-876
- Li Tiao 877-879
- Zheng Xu 879-886
- Lü Yongzhi 886
- Pei Qu 887-889
- Li Chonggui 890-895
- Chen Pei 893
- Cui Yin 896
- Li Zhirou 896-900
- Cui Yin 900
- Xu Yanruo 900-901
- Liu Yin 901-911
- Pei Shu 903
- Cui Yuan 904
- Liu Yan 911-917